# Spartak
 Ovo je glavno značenje pojma Spartak. Za druga značenja pogledajte Spartak (razdvojba).
Spartak (grčki: Σπάρτακος, Spártakos; latinski: Spartacus) bio je znameniti tračanski gladijator i vođa ustanka rimskih robova protiv Rimske Republike, poznatog i kao Treći robovski rat. Ovaj ustanak, koji su mnogi opisali kao primjer potlačenih ljudi koji se bore za svoju slobodu protiv robovlasničke oligarhije, je poslužio kao inspiracija mnogim političkim misliocima, te književnicima i redateljima; usprkos nedostatku materijalnih dokaza koji bi to podržali.

## Podrijetlo i robovanje
Spartak je rođen oko 111. pr. Kr. u Trakiji, današnjoj grčkoj pokrajini (manji dio područja Trakije je u Bugarskoj), vjerojatno kao pripadnik plemena Medi koji su živjeli na granici Rimske Republike.
Apijan iz Aleksandrije navodi kako je Spartak kao mladić bio na silu odveden u rimsku vojsku odakle dezertira i pridružuje se pobunjenim snagama Trakije. Publije Anije Flor navodi kako je nakon par godina bezuspješne borbe protiv rimskih legija bio uhvaćen, te poslan u kazneni logor (vjerojatno kamenolom ili rudnik), a zbog njegove fizičke snage obučen je za gladijatora. Plutarh navodi kako je s njim zarobljena njegova žena, proročica plemena Medi.
U gladijatorskoj školi (ludus) pored grada Capue, koja je pripadala Lentulusu Batiatusu, Spartak je obučen za murmila (teško oklopljeni borac).

## Spartakov rat
God. 73. pr. Kr. Spartak je poveo gladijatore (njih od 50 do 78) u bijeg tako što su zauzeli kuhinju i kuhinjskim priborom osvojili oružarnicu. Oslobođeni robovi su za vođe izabrali Spartaka, zajedno s dva galska roba, Kriksom i i Enomajom. Bijeg robova je prerastao u pravi ustanak nakon što su ustanici pooharali područje Capue i porazili rimske legije koje su poslane da ih uguše, dok se naposljetku nisu povukli na lakše branjivo područje Vezuva.
Ustanak, poznat kao Treći robovski rat ili Spartakov rat (po Plutarhu), trajao je 2,5 godine (73. pr. Kr. i 71. pr. Kr.) i poprilično je razdrmao srce Rimske Republike, provinciju Italiju. U početku neorganizirana skupina od oko 70 gladijatora, koja se je utaborila podno Vezuva (odakle je pljačkala i kovala planove za što većom pobunom) u nekoliko mjeseci postala je solidno organiziranom vojskom od oko 70.000 ljudi, što robova što slobodnih rimskih građana, muškaraca i žena, mladih i starih. Većinu Spartakove vojske činili su robovi (Gali, Iliri, Grci itd.), a manji dio slobodni građani Rima nezadovoljni prilikama u carstvu (robovski sustav, porezi, novačenje, siromašan život, itd.). Gladijatora u samoj vojsci pobunjenika bilo je vrlo malo, otprilike oko 2000 i oni su jedini mogli dostojno se suprotstaviti rimskim kohortama. Spartak je i s takvom vojskom porazio tri rimske legije domogavši se tako oružja i još većeg samopouzdanja. Naime, rimska vojska nije na vrijeme odgovorila jer je bila raspršena, zauzeta pobunom Sertorija Kvinta u Hispaniji 77. pr. Kr., te Trećim mitridatskim ratom u Pontskom Kraljevstvu (Mala Azija). No, ponajviše jer Rim ustanak robova nije smatrao za vojni, nego više unutarnjo-politički problem. Zbog toga je poslan samo pretor Gaj Klaudije Glaber, koji je opsjeo Spartakov logor na Vezuvu u nadi kako će se izgladnjeli robovi sami predati. No, ustanici su se potajno spustili improviziranim konopcima s litice i napali nebranjeni rimski logor pobivši većinu vojnika.
Spartakova vojska je provela zimu trenirajući i opremajući brojne novake, pristigle iz područja prilikom napada na mjesta kao što su Nola, Nuceria, Turij i Metaponto.
U proljeće 72. pr. Kr. ustanici su se počeli kretati prema sjeveru, te je Rimski Senat poslao dvije vojske pod vodstvom dva konzula, Lucije Gelije Publikola i Gnej Kornelije Lentul Klodijan. Gelije je pobijedio jednog od vođa robova, Kriksa, i njegovih 3000 pristalica kod Apulije, a potom je krenuo na sjever u potjeru za Spartakovim jedinicama. Publikola i Lentul su se nadali da će uhvatiti Spartaka i opkoliti ga s dvije vojske u Cisalpinskoj Galiji, međutim, Spartak je uništio Lentulove legije, a onda se okrenuo i isto učinio s Gelijevim snagama. Vjeruje se kako je Spartak pobijedio popriličnu rimsku vojnu silu od 18.000 vojnika tako što ih je napao nespremne u rano jutro pregazivši ih bez milosti. Dva najvažnija povijesna izvora, Plutarh i Apijan, navode različit tijek borbi, ali se slažu u ishodu.
Nakon ovih uspjeha Spartak je planirao da ustanici napuste rimsko područje i odu prvo u slobodni dio Trakije, a potom u područje Cicilije (Mala Azija). No, vojska se razdijelila tako što su Gali, njih oko 20.000, izabrali ne potencijalnu slobodu, već pljačku i razaranje rimskih područja. Spartak se s ostatkom, koji je porastao tijekom vremena na otprilike oko 50.000 robova, zaputio prema Brindisiju odakle je trebao s brodovima cilicijskih gusara odvest svoju vojsku robova k slobodi.
Senat je u panici ponudio Marku Liciniju Krasu, svom najbogatijem i najutjecajnijem građaninu, svu vlast ako riješi problem pobune robova. Krasu je na raspolaganje dano 8 rimskih legija koje su bile u srednjoj i sjevernoj Italiji (oko 40.000 vojnika). Kada je Spartak, iz nepoznatih razloga, iz južne Italije pošao prema sjeveru početkom 71. pr. Kr. Kras je na njega poslao šest legija, a ostale dvije pod vodstvom svog legata Mumija da opkoli Spartaka. Iako je Kras bio uspješan, Mumije je prerano napao i bio odbijen. Spartak je koncem 71. pr. Kr. bio prisiljen ulogoriti se na samom kraju Apeninskog poluotoka, kod Mesinskog tjesnaca prema Siciliji.
Plutarh navodi kako je Spartak pregovarao s cilicijskim gusarima o prijevozu vojske od 2000 ustanika na Siciliju, odakle je planirao nastaviti ustanak i opskrbiti se pojačanjima oslobođenih robova. No, nakon što su uzeli novac gusari su prevarili Spartaka. Pretpostavlja se kako ih je podmitio Rim.
Spartaku je preostalo samo da se probije iz opsade i krene prema Rimu s nakanom da ga osvoji. Senat je tada pozvao i Gneja Pompeja "Velikog" iz Španjolske da sa svojim legijama (oko 21.000 vojnika) pođe na jug zadati smrtni udarac pobuni robova koji prijete samom opstanku Rima.
No, došlo je do daljnjeg raslojavanja robovske vojske, pa se jedna veća grupa robova (10 – 15.000) odlučila za proboj kroz planinsko područje Petelia (današnji Strongoli). Spartak je sa svojim snagama nadomak Lukanije, a kako nije mogao odrediti dolazak Pompeja, sve svoje snage je rasporedio naspram Krasa. Tijek bitke dao je nagovijestiti neizvjesnost, no dolaskom legija Pompeja Velikog robovska vojska bila je pobijeđena, a Spartak ubijen (Apijan navodi kako njegovo tijelo nije pronađeno). Oko 55.000 robova bilo je ubijeno u tom ustanku, a zarobljeni robovi (njih oko 6.000) razapeti su na cesti Via Appia koja je vodila prema prijestolnici kao znak upozorenja svima koji se drznu dizati pobune protiv Rima.

## Ostavština
Toussaint Louverture, vođa robovskog ustanka za neovisnost Haitija je prozvan „Crnim Spartakom”.
Talijanski spisatelj Raffaello Giovagnoli je napisao povijesni roman Spartak 1874. god. 
Karl Marx je isticao Spartaka kao „najizvrsnijeg heroja cijele antičke povijesti”. Zbog toga je po njemu nazvana njemačka „Spartakistička liga” (1915.–'18.), preteča Komunističke partije Njemačke (1918.-'33.). Također, komunistički ustanak u siječnju 1919. u Njemačkoj je nazvan „Spartakistički ustanak”.
Brojni sportski klubovi u SSSR-u i zemljama Varšavskog pakta su dobila naziv „Spartak”, kao što su: FK Spartak Moskva (Rusija), FC Spartak Trnava (Slovačka), i dr.
Spartak (film, 1926) je sovjetski crno-bijeli nijemi povijesni film snimljen 1926. u režiji turskog sineasta Muhsina Ertugrula. Predstavlja adaptaciju romana talijanskog književnika Raffaella Giovagnolija.
Latvijski spisatelj Andrejs Upīts je 1943. godine napisao dramu Spartak
Howard Fast je 1951. godine napisao povijesni roman Spartak, po kojemu je Stanley Kubrick 1960. godine snimio film Spartak (1960.) u kojemu je Spartaka utjelovio Kirk Douglas.
Aram Hačaturjan, sovjetski armenski skladatelj, skladao je balet Spartak 1954., koji je premijeru imao 1956.
God. 2004., Fastov roman je USA Network ekranizirala za televijziju i u njemu je Spartaka utjelovio Goran Višnjić.
Spartak (televizijska serija) (2010. – 2013.) je američka televizijska povijesna drama autora Stevena S. DeKnighta utemeljena na pokretnom stripu (motion comic) i u njoj je Spartaka glumili Andy Whitfield (preminuo 11. rujna, 2011.), i kasnije Liam McIntyre.